# Théodore Reinach

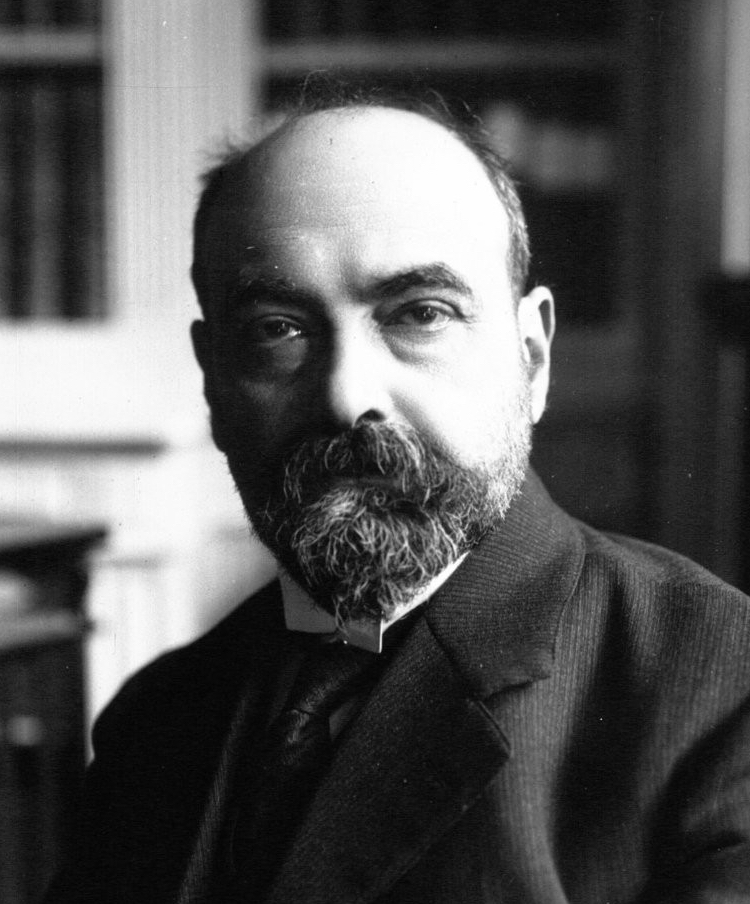
Theodore Reinach w 1913.

Théodore Reinach (ur. 3 lipca 1860, zm. 28 października 1928) – francuski historyk, adwokat i polityk niemiecko-żydowskiego pochodzenia, najmłodszy z rodzeństwa Reinachów - brat Salomona i Josepha, profesor College de France w Paryżu i profesor Uniwersytetu w Sorbonie w latach 1894-1901, autor dzieł z zakresu historii starożytnej i numizmatyki, redaktor Revue des études Israélites etc. (1885), Mithridate Eupator, roi de Pont (1890), Essai de numismatique ancienne (1902); w 1900 wydawca dzieł Józefa Flawiusza; deputowany do parlamentu francuskiego od 1906 do 1914.